# Roodhandtamarin
De roodhandtamarin (Saguinus midas) is een zoogdier uit de familie van de klauwaapjes (Callitrichidae). De wetenschappelijke naam van de soort werd in 1758 als Simia midas gepubliceerd door Carl Linnaeus.

## Kenmerken
De roodhandtamarin heeft een zwart gezicht en een zwarte rug, die oranjerood gemarmerd is. De handen en voeten zijn geel of goudoranje van kleur.

## Verspreiding
De roodhandtamarin komt voor in het noordoosten van Amazonebekken, ten oosten van de Rio Negro en de Rio Branco, in Noord-Brazilië, Suriname, Guyana en Frans-Guyana.
De roodhandtamarin profiteert van het zeldzamer worden van het verwante mantelaapje (Saguinus bicolor), die tegenwoordig enkel nog voorkomt in de omgeving van Manaus. Aan de rand van het verspreidingsgebied van het mantelaapje neemt de roodhandtamarin steeds meer de plaats in van deze bedreigde apensoort, waardoor de populaties van het mantelaapje lastig herstellen.

## Leefwijze
De roodhandtamarin leeft voornamelijk in bomen. Hij kan goed springen. Het is waargenomen dat een roodhandtamarin een val van twintig meter vanuit een boom naar de grond maakte zonder enig letsel. De roodhandtamarin leeft solitair of in groepen van tot wel twintig dieren. Het is bekend dat hij bijdraagt tot de verspreiding van de kopie.

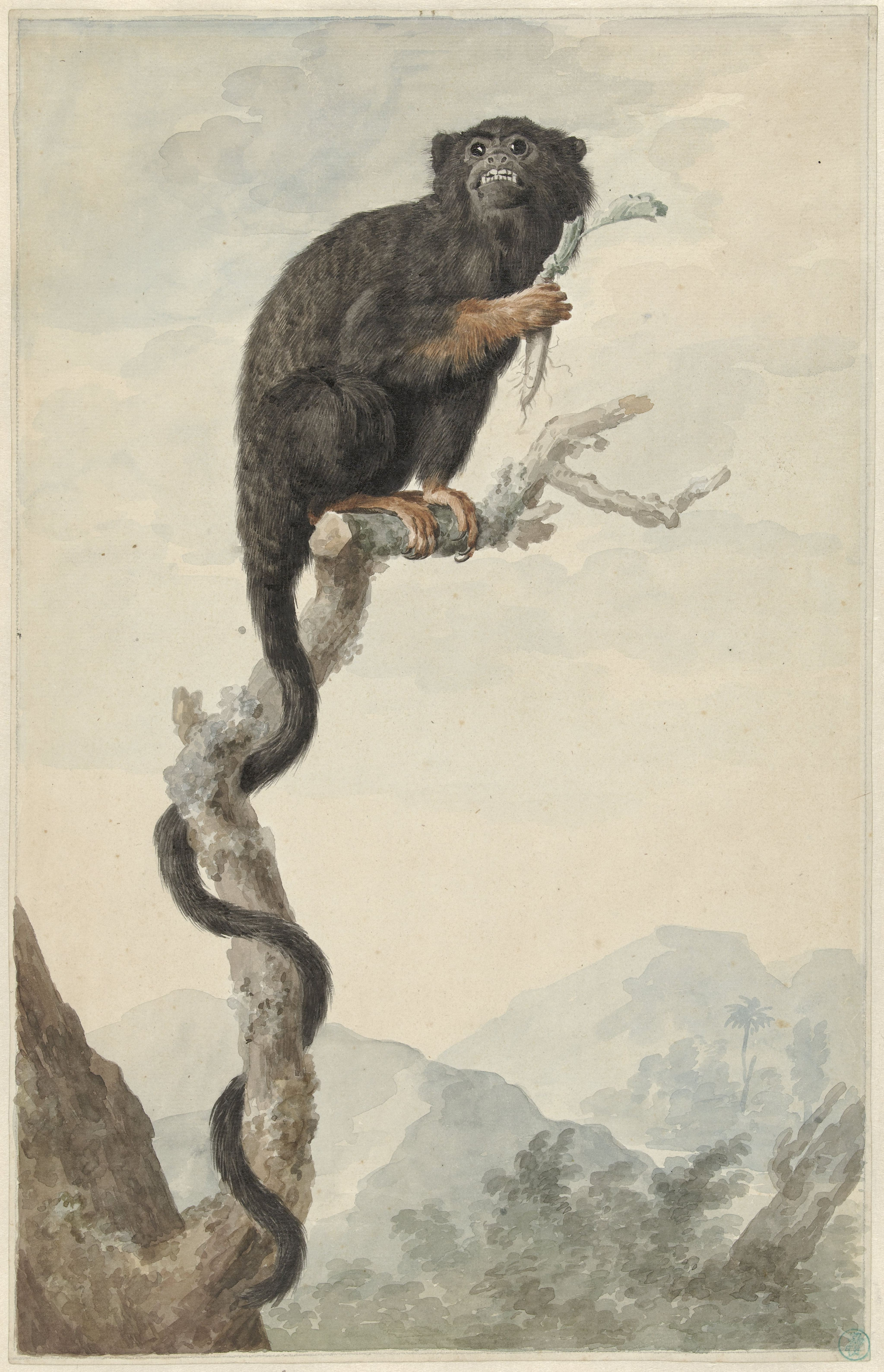
Roodhandtamarin in een boomtop getekend door Jacobus Perkois, 1776